# Максименко Олександр Володимирович
Олександр Максименко (рос. Александр Максименко, нар. 19 березня 1998, Ростов-на-Дону, Росія) — російський футболіст,воротар московського «Спартака» і молодіжної збірної Росії.

## Клубна кар'єра

### Початок кар'єри
Перші кроки у футболі Максименко зробив у Ростові-на-Дону, де він почав займатися футболом в Академії футболу ім. В.Понєдєльніка. В 15 років футболіст отримав запрошення в Академію московського «Спартака», де займався під керівництвом Ріната Дасаєва.
У серпні 2016 року Максименко дебютував у другій команді «Спартака» у першості ФНЛ у матчі проти «Тюмені».

### Спартак (Москва)

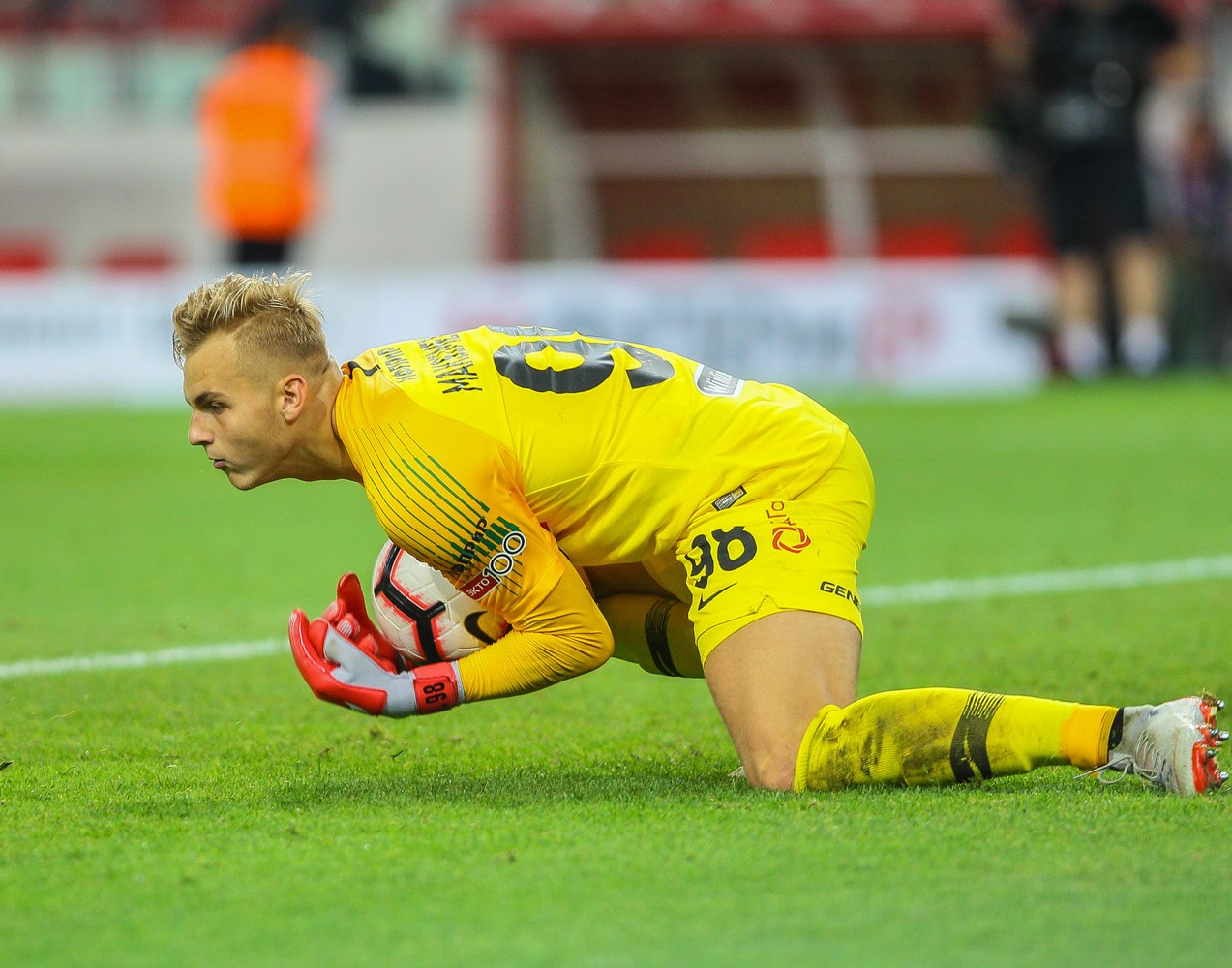
Олександр Максименко у матчі Ліги чемпіонів проти грецького ПАОКу 8 серпня 2019 року

Перед початком сезону 2017/2018 Олександр Максименко потрапляє в заявку першої команди «Спартака» і після травм і невпевненої гри перших воротарів команди тренер Массімо Каррера саме Максименко робить першим номером основи. І влітку 2018 року воротар дебютував у Прем'єр-лізі у матчі проти «Оренбурга».
А у серпні 2019 року Максименко зіграв першу гру у Лізі чемпіонів у матчі кваліфікації проти грецького ПАОКу
З приходом до команди головного тренера Доменіко Тедеско Максименко стає беззаперечним першим номером. Він став п'ятнадцятим воротарем в історії клубу, який зіграв 70 матчів і більше в основі. І серед цього списку Максименко є наймолодшим гравцем. На день матчу йому 22 роки і 148 днів.
За версією іспанського видання AS за результатами 2020 року Олександр Максименко потрапив до ТОП-50 найдорожчих воротарів світу і у ТОП-10 найдорожчих гравців Росії.

## Кар'єра в збірній
З 2015 року Максименко виступає за збірні Росії різних вікових категорії. Він брав участь у першості Європи до 17 років, де став бронзовим призером. Також брав участь у першості світу до 17 років.
У вересні 2018 року Максименко дебютував у складі молодіжної збірної Росії.

## Досягнення
Клубні
Спартак (М)
- Переможець молодіжної першості Росії: 2016/17
- Володар Кубка Росії: 2021/22

Особисті
- Володар премії фанатів команди «Спартак» Москва — «Золотий кабан»: 2020
- Володар премії фанатів команди «Спартак» Москва — «Гладіатор року»: 2020